# Забайкальська залізниця
Забайкальська залізниця (філія ВАТ РЖД) — пролягає по території Бурятії, Читинської і Амурської області.  

## Історія залізниці
Залізниця будувалася в складі Транссибірської магістралі в період з 1895 по 1905 рік. Управління залізниці знаходилося у Читі. Зі сходу залізниця межувала з Навколобайкальською залізницею. Основні лінії залізниці: Іннокент'євська — Іркутськ, Іркутськ — Байкал, Мисова — Сретенськ, Китайський роз'їзд — Сретенськ, Китайський роз'їзд — Маньчжурія, Тахой — Мисова, Байкал — Танхой. Протяжність на 1913 рік 1701 верст або 1803 км.

## Структура  залізниці
До складу  залізниці входять відділення: 
- Читинське
- Могочинське
- Свободненське

Кількість фірмового транспортного обслуговування − 15